# توماش سیکورا
توماش سیکورا (انگلیسی: Tomasz Sikora؛ زادهٔ ۲۱ دسامبر ۱۹۷۳) ورزشکار دوگانه اهل لهستان است.